# TurkuaZoo w Stambule

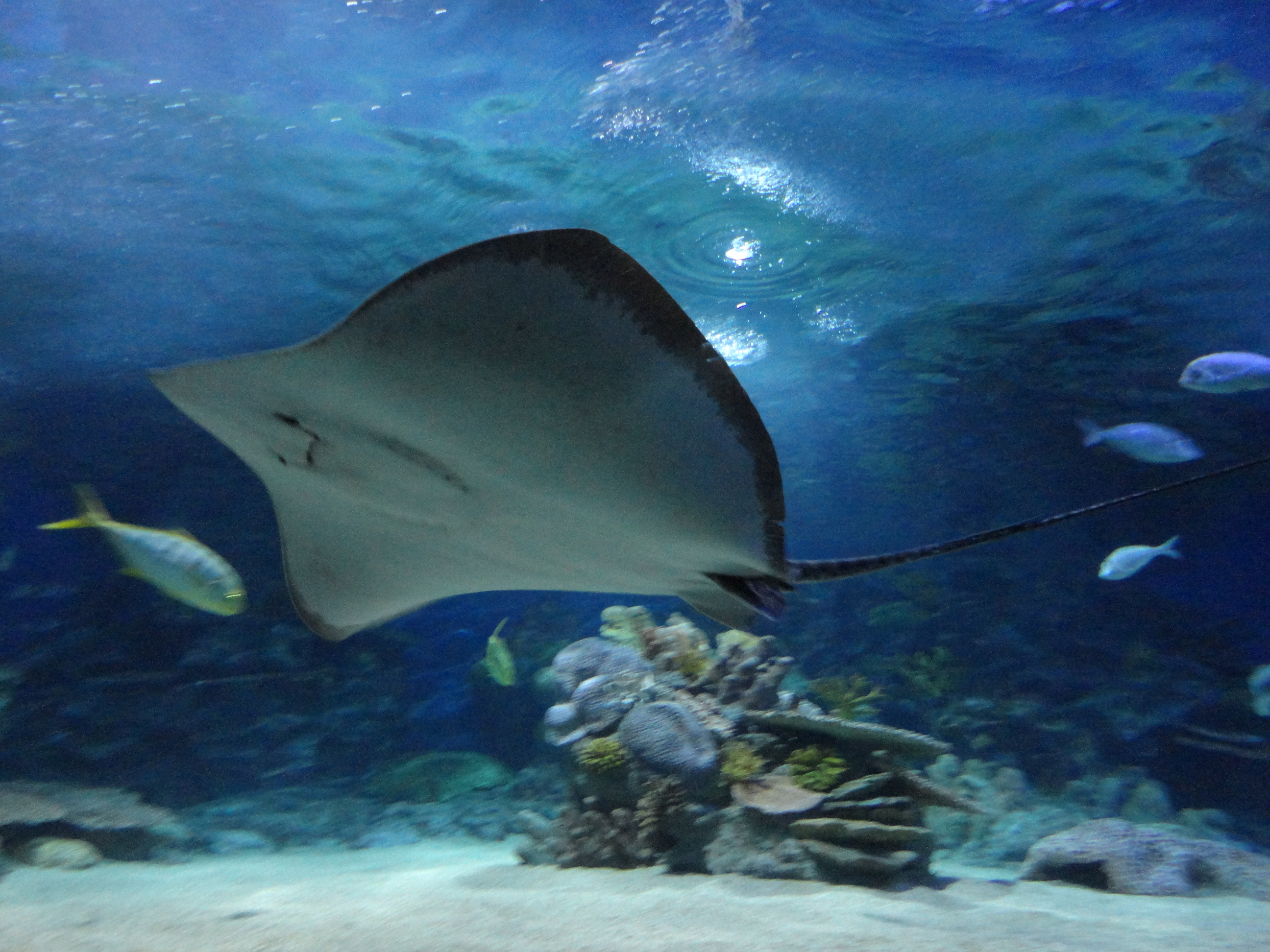
Płaszczka w jednym z akwariów.

TurkuaZoo Akvaryum – otwarte 22 października 2009 akwarium publiczne w Stambule, pierwsze w Turcji. Największe (liczy 8 tysięcy metrów kwadratowych) w Europie, a trzecie na świecie akwarium, zawiera ryby słodkowodne, morskie i tropikalne, pięć gatunków rekinów, ośmiornice, żółwie morskie oraz zagrożone wyginięciem graniki wielkie. Łącznie akwarium posiada ponad 10 tysięcy zwierząt wodnych.  Akwarium posiada najdłuższy na świecie 80-metrowy tunel podwodny (Marinescape SeaTube).